# Barbara Krug
Barbara Krug (* 6. Mai 1956 in Leipzig) ist eine deutsche Leichtathletin und Olympiamedaillengewinnerin, die – für die DDR startend – Ende der 1970er Jahre bis 1980 zu den weltbesten 400-Meter-Läuferinnen gehörte.
Ihr größter Erfolg ist die Silbermedaille bei den Olympischen Spielen 1980 in Moskau mit der 4-mal-400-Meter-Staffel der DDR (3:20,35 min, zusammen mit Gabriele Löwe, Marita Koch und Christina Lathan).
1978 wurde mit der 4-mal-400-Meter-Staffel der DDR Europameisterin (3:21,2 min, zusammen Christiane Marquardt, Marita Koch und Christina Brehmer). 1979 gewann sie mit der 4-mal-400-Meter-Staffel sowohl beim Welt- als auch beim Europapokalfinale.
Krug startete für den SC DHfK Leipzig und trainierte bei Rainer Dartsch. In ihrer aktiven Zeit war sie 1,76 m groß und wog 60 kg. Sie studierte Rechtswissenschaften. 1980 wurde sie mit dem Vaterländischen Verdienstorden ausgezeichnet.